# Фридрих IV (Лотарингия)
Вижте пояснителната страница за други личности с името Фридрих IV.
Фридрих IV (на немски: Friedrich IV, на френски: Ferry IV le lutteur; * 15 април 1282, Гондревил; † 23 август 1328, Париж) от фамилията Дом Шатеноа, е херцог на Горна Лотарингия от 1312 до смъртта си.

## Живот
Той е най-възрастният син на херцог Теобалд II († 13 май 1312) и Изабела де Румини (* 1263, † 1326).
През октомври 1314 във Франкфурт или Бон при двойния избор на наследника на Хайнрих VII, той е на страната на своя зет, Фридрих Красивия (от Хабсбургите). В битката при Мюлдорф (28 септември 1322) той е на страната на победените и попада, както неговия зет, в плен.
Чрез помощта на френския крал Шарл IV той бързо е освободен при условие да не се меси в политиката на Франция. Това засилва връзката на Лотарингия с Франция.
През 1324 г. Фридрих IV участва във френския поход против англичаните в Гиен под командването на Шарл Валоа. От 1324 до 1326 г. той участва във войната против четиримата господари против град Мец. През 1328 г., след смъртта на Шарл IV, той е на страната на Филип от Валоа, който като Филип VI става крал на Франция.

## Фамилия
Фридрих IV се жени на 6 август 1306 г. за Елизабет Австрийска (1285 – 1353), дъщеря на крал Албрехт I (Хабсбурги) и на Елизабета Тиролска (1262 – 1313) от род Майнхардини. Те имат децата:
- Рудолф (Раул) († 1346), херцог на Лотарингия; ∞ I. Алиенор от Бар († 1333), дъщеря на Едуард I († 1336), граф на Бар и Мусон (Дом Скарпон); ∞ II. Мари дьо Шатильон, наричана Мари дьо Блоа († 1363), регентка на Лотарингия 1346, дъщеря на Гуй I дьо Шатийон, граф на Блоа и граф на Дуноа (Дом Шатийон)
- Маргарете († сл. 1376); ∞ I. Жан дьо Шалон, господар на Auberive († 1360, Дом Бургундия-Иврея); ∞ II. Конрад граф на Фрайбург († пр. 1362); ∞ III. Улрих IV господар на Раполтщайн († 1377)